# Бутылка, бокал, вилка
«Бутылка, бокал, вилка» (фр. Bouteille, Verre et Fourchette) — произведение Пабло Пикассо периода аналитического кубизма, созданное в 1912 году. Картина имеет овальную форму и вставлена в прямоугольную раму. Находится в Художественном музее Кливленда. Размер —  72 × 52,7 см. Размер в раме — 92,4 × 75,9 × 8,3 cм.
Картина стала частью коллекции Художественного музея Кливленда в 1972 году по завещанию Леонарда Колтона Ханны-младшего, благотворителя и коллекционера из Кливленда, который после своей смерти оставил музею 33 миллиона долларов.

## Описание
В абстрактной кубистической композиции, состоящей из множества прямоугольных плоскостей, цилиндров, линий и дуг, можно найти вполне узнаваемые предметы. В верхней части холста изображена свёрнутая газета с обрывками слов EAN и ARIS, что, возможно, отсылает к парижской анархистской газете «L'Intransigeant» и говорит о политических пристрастиях Пикассо. Бутылка — самая крупная форма на холсте. Она разбита на смещённые прямоугольные плоскости. В верхней её части хорошо прорисовано горлышко с винной пробкой. Светотень придаёт бутылке округлую форму. Слева от неё из тонкого цилиндра, двух треугольников и овала образуется стеклянный бокал. Вилка, скорее всего, находится в правой нижней части холста. Её зубцы оттеняет большой белый параллелограмм. Чуть ниже можно разглядеть коричневую ручку вилки, выделенную небольшим треугольником. Палитра холста, ограниченная коричневым, серым, чёрным и белым цветами, подчёркивает тональные контрасты. Пересекающиеся изогнутые линии и прямоугольные плоскости усиливают пространственное восприятие и создают иллюзию глубины. 